# Gösta Eriksson (geolog)
Karl Gösta Eriksson, född 11 oktober 1922 i Orsa församling, Kopparbergs län, död 21 augusti 2003 i Masthuggs församling, Göteborg, var en svensk geolog.
Eriksson, som var son till kättingsmed Karl Eriksson och Emelia Lönnquist, blev filosofie doktor i Uppsala 1965. Han var universitetslektor vid Chalmers tekniska högskola och Göteborgs universitet 1965–1967, tillförordnad professor i geologi 1967–1971 och professor i geologi, särskilt teknisk geologi, vid Chalmers tekniska högskola och Göteborgs universitet 1971–1989. Han författade skrifter i kvartärgeologi samt marin och teknisk geologi. 